# Sarcogyne dakotensis
Sarcogyne dakotensis är en lavart som beskrevs av Hugo Magnusson. Sarcogyne dakotensis ingår i släktet Sarcogyne och familjen Acarosporaceae.   Inga underarter finns listade i Catalogue of Life.